# Pelona
La Pelona est un volcan du Nicaragua qui forme un complexe volcanique avec le San Cristóbal, le Casita, le Chonco et le Moyotepe. Il se présente sous la forme d'une caldeira érodée qui s'élève à 827 mètres d'altitude. Elle s'est formée au Pliocène et au Pléistocène et est partiellement recouverte par le Casita sur son rebord occidental.